# Acanthodesmos
Acanthodesmos é um género botânico pertencente à família Asteraceae.

## Espécies
Acanthodesmos é um género monotípico, e a sua única espécie é a Acanthodesmos distichus C.D.Adams & duQuesnay.